# Kislowodsk
Kislowodsk (russisch Кислово́дск) ist eine Stadt mit 126 000 Einwohnern (Stand 2025) in der Region Stawropol in Russland. Sie liegt im nördlichen Kaukasus rund 234 Kilometer von der Regionshauptstadt Stawropol entfernt und ist ein russlandweit bekannter Kurort mit sehr vielen, teilweise aus dem 19. Jahrhundert stammenden Kurhäusern.

## Geschichte

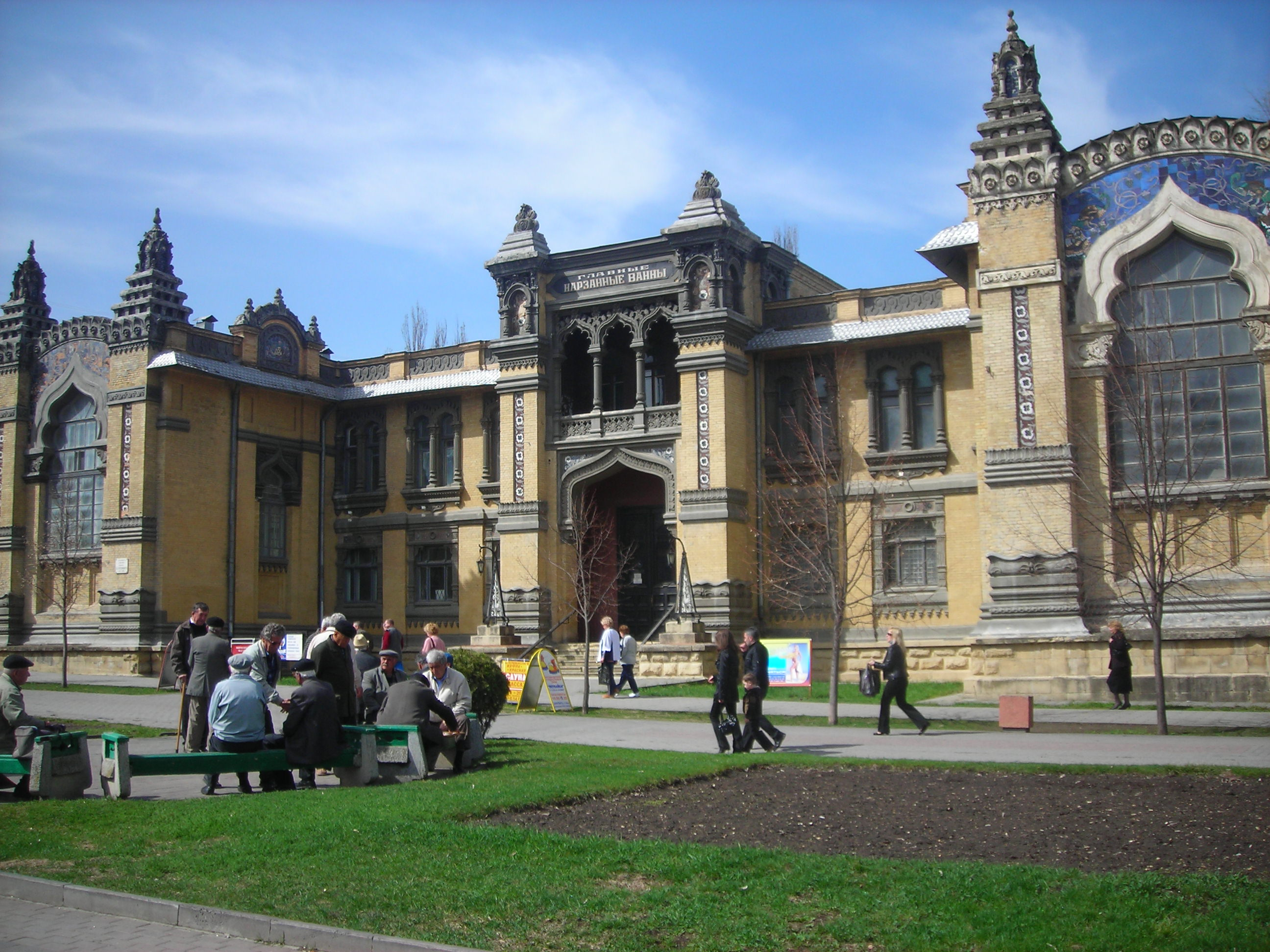
Ein altes Kurhaus in Kislowodsk

Die Stadt wurde 1803 zunächst als Festung gegründet. Im Laufe des 19. Jahrhunderts etablierte sich der Ort aufgrund seines Vorkommens an Mineralquellen zunehmend als bei der russischen Oberschicht beliebter Kurort. 1891 hatte sich die Bevölkerung der Stadt seit 1856 nahezu versechsfacht.
Bis heute stellt der Kurbetrieb den hauptsächlichen Wirtschaftszweig der Stadt dar. Kislowodsk, dessen Name sich vom russischen Begriff für Säuerling ableitet, gehört zu den vier nordkaukasischen Mineralwasser-Kurorten, zusammen auch als Kawminwody („Kaukasische Mineralwässer“) bekannt. Ebenfalls dazu zählen Pjatigorsk, Jessentuki und Schelesnowodsk, nicht jedoch Mineralnyje Wody, wo es gar keine Mineralwasserquellen gibt.
Weiterhin gibt es in Kislowodsk Betriebe der Nahrungsmittel- und der Möbelindustrie. Im Ort befindet sich eine Monitoring-Station des SDCM-Systems.
Die Stadt verfügt über einen Kopfbahnhof mit Zugverbindungen unter anderem nach Moskau. Der nächste Verkehrsflughafen befindet sich in Mineralnyje Wody, das von Kislowodsk aus über Pjatigorsk mit Nahverkehrszügen zu erreichen ist.

### Bevölkerungsentwicklung
| Jahr | Einwohner | Bemerkung                                              |
| ---- | --------- | ------------------------------------------------------ |
| 1939 | 51.332    | sowie 14.229 Staniza Kislowodskaja (eingemeindet 1959) |
| 1959 | 77.998    |                                                        |
| 1970 | 89.571    |                                                        |
| 1979 | 100.932   |                                                        |
| 1989 | 114.414   |                                                        |
| 2002 | 129.788   |                                                        |
| 2010 | 128.553   |                                                        |
| 2017 | 129.861   |                                                        |

Anmerkung: Volkszählungsdaten

## Weiterführende Bildungseinrichtungen (Auswahl)
- Filiale der Staatlichen Wirtschaftsakademie Rostow
- Filiale der Stawropoler Universität
- Kislowodsker Institut für Wirtschaft und Recht

## Städtepartnerschaften
Kislowodsk listet folgende Partnerstädte auf:
- Aix-les-Bains, Frankreich
- Muscatine, Vereinigte Staaten

## Söhne und Töchter der Stadt
- Wladimir Semjonow (1874–1960), Architekt, Stadtplaner und Hochschullehrer
- Pjotr Schabelski-Bork (1893–1952), Offizier, rechtsextremer Schriftsteller und Emigrant
- Anna Timirjowa (1893–1975), Dichterin
- Arthur Adamov (1908–1970), französischer Übersetzer, Schriftsteller und Dramatiker russisch-armenischer Herkunft
- Sinaida Udalzowa (1918–1987), Mediävistin, Byzantinistin und Hochschullehrerin
- Alexander Solschenizyn (1918–2008), Schriftsteller, Dramatiker und Träger des Nobelpreises für Literatur (1970)
- Boris Parsadanjan (1925–1997), estnischer Komponist
- Romen Dawtjan (1937–2020), armenischer Komponist und Hochschullehrer
- Juri Schtschukin (* 1979), kasachischer Tennisspieler russischer Herkunft
- Sergei Grankin (* 1985), Volleyballspieler
- Alexei Obmotschajew (* 1989), Volleyballspieler
- Anatoli Nemtschenko (* 2000), Fußballspieler